# Sprachbund
Een sprachbund is een geografisch gebied waarin meer dan drie talen met gemeenschappelijke structurele kenmerken voorkomen. Een sprachbund ontstaat niet door toeval of door gemeenschappelijke herkomst, maar door taalcontact in sociale netwerken (handel, godsdienst, herhaalde verhuizingen van een kleine groep binnen een gebied).
Voorbeelden zijn de Balkan, de Ethiopische Hooglanden en Meso-Amerika.
Een goed voorbeeld van de werking van een sprachbund is de manier waarop bezit in Meso-Amerikaanse talen wordt aangegeven. Hoewel het talen zijn uit verschillende niet-verwante families, geven zij allemaal bezit aan in de vorm "zijn bezit eigenaar". "De hond van de man" is in het Quiché, een Mayataal, bijvoorbeeld u-tzi' le achih, letterlijk "zijn-hond de man", en in het Nahuatl, uit de niet-verwante Uto-Azteekse taalfamilie, itzquin in tlacatl, met dezelfde letterlijke vertaling.